# Different Dreams
Different Dreams ist ein im Jahr 1994 veröffentlichtes Album der deutschen Eurodance-Band Masterboy.

## Geschichte
Different Dreams erschien erstmals am 15. August 1994 als CD, Musikkassette und limitierte Doppel-LP. Bereits am 11. Februar 1994 erschien mit I Got to Give It Up die erste Singleauskopplung. Im Juli 1994 folgte mit Feel the Heat of the Night die zweite Singleauskopplung. Es folgten im November 1994 die dritte Single Is This the Love und 1995 die vierte und letzte Singleauskopplung Different Dreams.
Der Gesang stammt von Beatrix Delgado und die Rap-Parts von Tommy Schleh.

## Musik
Different Dreams ist stilistisch dem Eurodance zuzuordnen.

## Titelliste
1. Waterfall (Intro) – 3:00
2. Different Dreams  – 6:24
3. I Got to Give It Up – 6:01
4. Everybody Needs Somebody – 6:05
5. Is This the Love – 5:32
6. Masterboy Theme (The Third) – 5:57
7. And I Need You – 5:35
8. Feel the Heat of the Night – 6:44
9. Do You Wanna Dance – 5:00
10. No Way Out (Outro) – 3:04
11. I Got to Give It Up (Guitana Mix) – 5:47
12. Feel the Heat of the Night (Shark Mix) – 5:48

## Charts und Chartplatzierungen
| ChartsChartplatzierungen | Höchstplatzierung | Wochen |
| ------------------------ | ----------------- | ------ |
| Deutschland (GfK)        | 19 (11 Wo.)       | 11     |
| Schweiz (IFPI)           | 23 (6 Wo.)        | 6      |